# Bascom (krater)
För andra betydelser, se Bascom.
Bascom är en nedslagskrater med en diameter på 34 kilometer, på planeten Venus. Bascom har fått sitt namn efter den amerikanska geologen Florence Bascom.